# Ottingen
Ottingen ist ein Ortsteil der niedersächsischen Stadt Visselhövede am westlichen Rand der Lüneburger Heide. Das Dorf liegt etwa drei Kilometer südöstlich der Kernstadt an der Bundesstraße 440 und zählt ungefähr 280 Einwohner.

## Geografie
Das Dorf liegt an der alten Chaussee von Visselhövede nach Dorfmark, der heutigen Bundesstraße. Die meisten Gebäude liegen an einer namenlosen, die Chaussee in Nord-Süd-Richtung kreuzenden Straße, entlang derer der Ort eine Ausdehnung von etwas über einem Kilometer aufweist, während er in Ost-West-Richtung recht schmal ist; der bebaute Abschnitt der Bundesstraße ist nur etwa 300 Meter lang.
Jenseits des nördlichen Ortsendes führt das erwähnte Sträßchen nach etwa einem weiteren Kilometer in den Weiler Riepholm, der seit jeher zu Ottingen gehört.
Die Feldmark Ottingen besteht zum größten Teil aus Geestboden. Moor, Wiese und Gehölz hat Ottingen nur wenig. Im Norden wird die Feldmark von dem zwischen Wümme und Böhme liegenden Geestrücken – auf dem die Bahnstrecke Uelzen–Langwedel verläuft – begrenzt. Im Süden von Ottingen ist das Gelände niedriger und sumpfig. Durch diese Niederung, welche von alters her die „Ottinger Marsch“ genannt wird, fließt die Warnau, deren Oberlauf Schneebach (niederdt. Snede = Grenze) genannt wird. Es ist überliefert, dass der kleine Bach durch starken Regenfall und durch Tauwetter im Frühjahr 1889 so angeschwollen war, dass die Chausseebrücke zum Teil weggerissen worden ist und man im Dorf das Brausen des Wassers hören konnte.

## Geschichte
In der Umgebung von Riepholm gibt es viele Hügelgräber aus der Bronzezeit, die auf eine sehr frühe Besiedlung der Gegend schließen lassen.
Ottingen wurde am 11. Oktober 937 erstmals urkundlich erwähnt: König Otto I. schenkte der Magdeburger Kirche den Ort Ottingha. Frühere Bezeichnungen für Ottingen waren Oding, Oddestinge, Ottodinge, Ottingha. Um 1244 war das Kloster Walsrode ein bedeutender Grundherr. 1717 kam Ottingen zum Kirchspiel Visselhövede.
Früher gehörte Ottingen zum Fürstentum Lüneburg und zum Stift Verden. Das ehemalige Stift Verden kam 1715 zum Kurfürstentum Hannover, ab 1815 Königreich Hannover. Nach dem Deutschen Krieg von 1866 fiel Hannover an Preußen. Die Gemeinde Ottingen war nun Teil des Landkreises Rotenburg in Hannover im Regierungsbezirk Lüneburg der neuen preußischen Provinz Hannover. Seit 1946 gehört Ottingen zum Land Niedersachsen.
Die Verkoppelung von Ottingen erfolgte von 1835 bis 1845, die von Riepholm von 1853 bis 1868. Östlich von Riepholm war bis 1896 noch alles Heide. Der größte Teil der Heide wurde 1905 und 1908 mit dem Dampfpflug umgebrochen, teils zu Ackerland, teils zu Forst. 1854 fand die Zehntenablösung in Riepholm statt. Die Ablösungssumme ist nicht bekannt. 1856 wurde Ottingen abgelöst für die stattliche Summe von 4500 Thaler Courant. 1873 wurde die Eisenbahnstrecke Langwedel-Uelzen gebaut. Der Bahnhof in Riepholm wurde 1912 gebaut. Die Chaussee von Visselhövede über Ottingen nach Dorfmark wurde 1875/76 ausgebaut.
Zu Ottingen gehörten die Ortschaften Ottingen und Riepholm. Schon 967 wurde Riepholm erstmals erwähnt, auch eine Urkunde von 1518 bestätigte, dass Ulrich von Behr seinen halben Hof den Kirchengeschworenen von Visselhövede, den „Kargswaren und Olderslüden“ für 20 rhein. Gulden verkaufte. Damals wurde der Ort Riepholz geschrieben, der Name soll von Reepholz stammen, das sind lange dünne Stangen Tannenholz. Reepholz verwendete man früher bei geflochtenen Zäunen. Ottingen hat im Jahre 1849 28 Feuerstellen mit 177 Einwohnern. Bei einer späteren Zählung im Jahre 1890 betrug die Zahl der Feuerstellen in Ottingen 30 und in Riepholm 11. Einwohner gab es in Ottingen 165 und in Riepholm 57, insgesamt also 222 Einwohner. Die Bewohner waren Vollhöfner, Halbhöfner, Pflugkötner, Brinkkötner, Pächter, An- und Neubauern.
Die Anzahl der Häuser betrug bis 1945 31. Von 1945 bis 1999 wurden weitere 43 Häuser gebaut.
| Jahr | Ottingen | Ottingen | Riepholm | Riepholm | Einw. gesamt |
| Jahr | Häuser   | Einw.    | Häuser   | Einw.    | Einw. gesamt |
| ---- | -------- | -------- | -------- | -------- | ------------ |
| 1951 | 37       | 274      | 12       | 111      | 385          |
| 1986 | 58       | 252      | 15       | 61       | 313          |
| 1988 | 58       | 241      | 15       | 75       | 316          |
| 1990 | 58       | 234      | 15       | 73       | 307          |
| 1996 | 66       | 261      | 15       | 80       | 341          |
| 1998 | 73       | 263      | 15       | 79       | 342          |

Durch Aufnahme der Vertriebenen und rege Bautätigkeit nach der Währungsreform erhöhte sich die Einwohnerzahl. Sie betrug 1974 bei der Eingliederung in die Stadt 331 bei 78 Haushaltungen. 1987 waren es 320 Einwohner, 1998  342.
Bürgermeister der ehemaligen Gemeinde Ottingen waren:
- Cohrs, Joachim Hinrich von      1850–1865
- Hinrichs, Wilhelm               1865–1881
- Grünhagen, Heinrich             1881–1893
- Marquard, Hermann               1893–1904
- Helmke, Hermann                 1904–1907
- Bremer, Hinrich                 1907–1937
- Bremer, Friedrich               1937–1946
- Gerken, Wilhelm                 1946–1956
- Carstens, Wilhelm               1956–1957
- Bremer, Friedrich               1957–1968
- Bunke, Hermann                  1968–1974

Durch die Gebietsreform vom 1. März 1974 kam die Gemeinde Ottingen einschließlich Riepholm zur Stadt Visselhövede, die dadurch sprunghaft auf 158,8 km² anwuchs und nun ca. 10.000 Einwohner zählte.

### Religion
Die meisten konfessionell gebundenen (früher sämtliche) Einwohner des Ortes gehörten der evangelisch-lutherischen Kirche an und waren in Visselhövede eingepfarrt. Der Friedhof in Ottingen ist wahrscheinlich um 1843 angelegt worden, er war nur für die Ortschaft Ottingen bestimmt, Riepholm musste die Verstorbenen in Visselhövede begraben.

## Politik
Ortsvorsteher des Ortsteils Ottingen ist Joachim Schulz-tom Felde.

## Kultur und Sehenswürdigkeiten
- Die Umgangssprache der Bauern von Ottingen ist teilweise bis heute das Plattdeutsche.
- Denkmalgeschütztes Wohn- und Wirtschaftsgebäude Ottinger Dorfstraße 31 von 1830 in Fachwerk mit Krüppelwalmdach und Niedersachsengiebel
- Nachgebildeter Grenzstein von 1991 mit Löwenwappen der Herzöge von Braunschweig-Lüneburg und Wappen des Bistums mit dem markanten Nagelkreuz; dem Original von 1576 nachempfunden, an der Grenze zwischen dem Bistum Verden und dem Herzogtum Lüneburg. Die Grenze verlief im Mittelalter von Stellichte über den Königshof bei Bleckwedel, Kettenburg und Ottingen. Hinweistafel in der Nähe des Steines.

## Wirtschaft und Infrastruktur
Ottingen war ein bäuerliches Dorf. Fast alle Bewohner fanden ihre Beschäftigung in der Landwirtschaft. Alle Bauern betrieben selbst Ackerbau und hielten auch Vieh, Pferde, Milchkühe, Schweine und Geflügel. Neben den landwirtschaftlichen Betrieben bestanden in der Ortschaft Ottingen auch ein paar Handwerks- und Geschäftsbetriebe, zwei Gastwirtschaften, eine Tischlerei, eine  Schmiede, ein Gemischtwarengeschäft, ein Hausschlachter und ein Schuhmacher. Alle Handwerker und Gewerbetreibende im Dorf waren aber trotzdem auch Landwirte.
Anfang 1870 kamen die ersten Göpeldreschmaschinen und 1924 bekam Ottingen vom Überlandwerk Strom. Ein Göpel stand noch lange auf dem Hofe Haus-Nr. 1.
Nicht nur mit Ackerbau haben sich die früheren Bürger von Ottingen beschäftigt, sondern sie haben auch – wie erzählt wird – vielfach Frachten aus dem Lüneburgischen nach Verden gefahren.
Heute haben Trecker und Maschinen das Pferd von den Bauernhöfen fast verdrängt. Doch noch pflegt ein Pferdeliebhaber in Ottingen die alte Tradition. Seit 1995 züchtet er das Hannoversche Warmblutpferd. Es gibt noch einige Haushalte, die sich Pferde halten, um nur einen Kinderwunsch des Reitens zu erfüllen.
Eine weiter gute Einnahmequelle war in alten Zeiten die Schafhaltung. In jüngster Zeit lässt man wieder Schafe in Obstgärten und Kleinwiesen weiden, um dort das Gras zu nutzen, obwohl die Schafhaltung in heutiger Zeit keine wirtschaftlich einträgliche Einnahmequelle darstellt.
Früher hatte jeder Bauer im Dorfe Kühe. Heute befasst sich nur noch der Landwirt Friedhelm zum Felde in Ottingen außer Ackerbau mit der Milchviehwirtschaft, er hat schwarzbunte Herdbuchkühe.
Der Landwirt Heinrich Grünhagen betreibt Ackerbau, Landwirt Fritz-Heinz Meyer Ackerbau, Zucht und Mastschweine. Auf dem Veredlungshof von Lars Nieber wird neben Ackerbau Schweinemast betrieben. Der Landwirt Cord Grünhagen betreibt Getreideanbau sowie Zucht- und Schweinemast.
Die zwei landwirtschaftlichen Betriebe in Riepholm Bremer (Harmshof) und Wilkens (Eimers Hof), betreiben ökologischen Landbau und Direktvermarktung. Auf dem Hof Bochow können die Kinder auf Ponys reiten.

### Öffentliche Einrichtungen
- Schützenhaus von 1992
- Jugendzentrum, seit 1996 in einer ehemaligen Scheune
- Kindergarten Momo in Riepholm von 1989